# الیسع در اسلام
الیسع در اسلام (عربی: اليسع، آوانگاری: Alyasā'؛ زادهٔ) پیامبری است که برای هدایت بنی اسرائیل مبعوث شده است. در قرآن دو مرتبه از الیسع با خوبی یاد شده‌است:
در داستان‌های اسلامی و قصص الانبیاء نیز داستان الیسع ذکر شده‌است. داستان الیسع در این متون کاملاً با داستان عهد قدیم همخوانی دارد.او توسط مسلمانان به عنوان جانشین نبوی الیاس  مورد احترام قرار گرفته است. منابع اسلامی که الیسع را با خضر مرتبط می دانند به رابطه قوی خضر و الیاس در سنت اسلامی اشاره می کنند.

## شخصیت
الیسع دو بار در سوره های انعام و صاد یاد شده است. در آن آیات، بدون اشاره به شخصیت یا نبوت الیسع، از او به عنوان «فضل» و «مجموعه برگزیدگان» یاد شده است. بر اساس قرآن، الیسع «بر بقیه خلقت» برتری داشته (عربی: فَضَّلْنَا عَلَى ٱلْعَالَمِین)، و «از جمله ممتازان» (عربی: مِنَ ٱلْأَخْيَار) است.

## معجزه ها
در حدیثی منسوب به امام هشتم شیعیان، آمده‌است که الیسع معجزاتی همچون عیسی داشت؛ برای نمونه راه‌رفتن روی آب، زنده‌کردن مردگان، بینا‌کردن نابینایان.

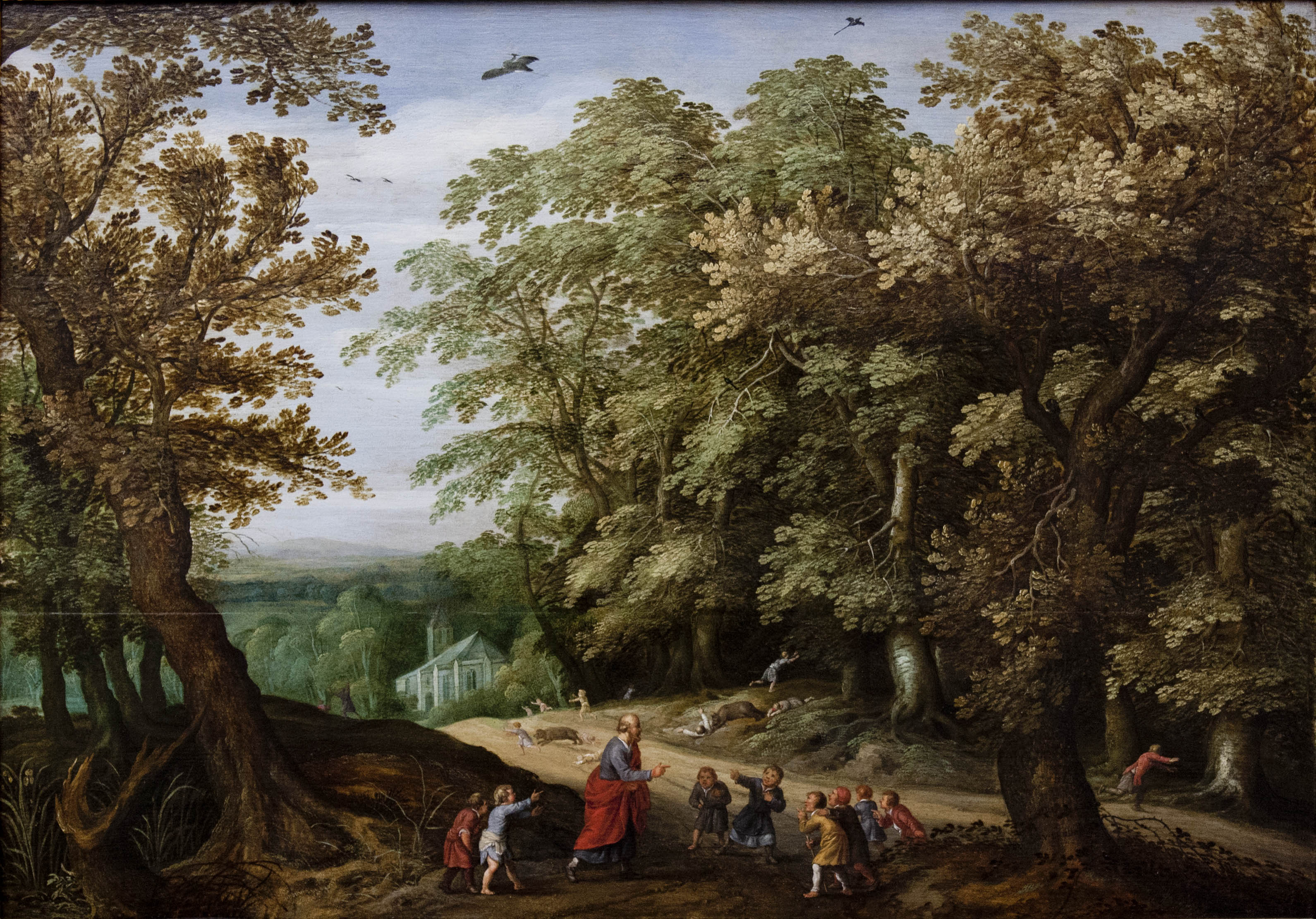
الیسع کودکانی را که مسخره‌اش می‌کنند نفرین می‌کند و عذاب بر آن‌ها وارد می‌شود.

## مقبره های ادعا شده
برخی از مسلمانان بر این باورند که مقبره الیسع در منطقه العوجام در شرق عربستان سعودی است. این زیارتگاه توسط دولت سعودی تخریب شد زیرا چنین احترامی با جنبش اصلاحات وهابی یا سلفی حاکم در عربستان سعودی مطابقت ندارد.این امر یک نقطه عطف مهم برای قرن ها از زمان عربستان عثمانی بود، و یک مقصد زیارتی بسیار محبوب برای مسلمانان از همه فرقه ها در سراسر دوره ماقبل مدرن را نابود کرد.قبر دیگری منتسب به الیسع در منطقه اغیل استان دیاربکر ترکیه وجود دارد.حرم اولیه نزدیک بستر رودخانه ای بود که قرار بود در سال ۱۹۹۴ طغیان کند. برای جلوگیری ازخشم مردم به نبش قبر، هیئت مخفی ۹ نفر از علما توسط شورای شهر با همکاری اداره امور مذهبی تشکیل شد. قبل از سیلابی شدن منطقه، قبر را شبانه نبش کردند و جسد محفوظ پیامبر را - به شهادت ۹ نفر از علما و کارگزاران رسمی - نبش قبر کردند تا بر روی تپه ای مشرف به دشت سیل زده دفن شود. با این حال، بسیاری از مردم شهر در آن شب پیامبر را در خواب دیدند و قبل از طلوع آفتاب بیرون آمدند تا دفن مجدد او را در محل جدید مشاهده کنند.